# Division I i bandy 1934

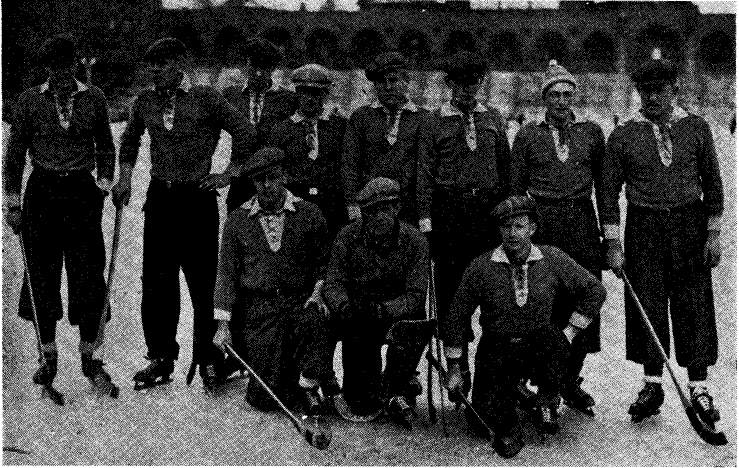
Slottsbrons IF, svenska mästare 1934

Division I i bandy 1934 var Sveriges högsta division i bandy säsongen 1934. Södergruppsvinnarna Slottsbrons IF lyckades vinna svenska mästerskapet efter seger med 6–0 mot norrgruppsvinnarna IFK Uppsala i omspelesfinalen på Sandbäckstjärnet på Norra fältet i Karlstad den 11 mars 1934, sedan första finalmatchen på Stockholms stadion slutat 1–1.

## Upplägg
Gruppvinnarna i de två geografiskt indelade åttalagsgrupperna möttes i final, och lag 7-8 i respektive grupp flyttades ned till Division II.

## Förlopp
- Publiksiffran 11 231 sattes på matchen Västerås SK-IFK Uppsala (1-5) den 18 februari 1934 på Arosvallen, samtida världsrekord för antalet åskådare på bandymatch.[2]

- Skytteligan vanns av Ejnar Ask, IFK Uppsala med 18 fullträffar.[3].

## Seriespelet

### Division I norra
| Nr | Lag          | S | V | O | F | +/-     | P  |
| -- | ------------ | - | - | - | - | ------- | -- |
| 1  | IFK Uppsala  | 7 | 6 | 0 | 1 | 31 - 10 | 12 |
| 2  | Västerås SK  | 7 | 5 | 1 | 1 | 29 - 15 | 11 |
| 3  | Skutskärs IF | 7 | 4 | 1 | 2 | 27 - 15 | 9  |
| 4  | IF Vesta     | 7 | 3 | 1 | 3 | 19 - 18 | 7  |
| 5  | Bollnäs GIF  | 7 | 3 | 0 | 4 | 16 - 20 | 6  |
| 6  | IFK Rättvik  | 7 | 3 | 0 | 4 | 13 - 26 | 6  |
| 7  | Brobergs IF  | 7 | 1 | 1 | 5 | 11 - 26 | 3  |
| 8  | Falu BK      | 7 | 0 | 2 | 5 | 9 - 25  | 2  |

### Division I södra
| Nr | Lag             | S | V | O | F | +/-     | P  |
| -- | --------------- | - | - | - | - | ------- | -- |
| 1  | Slottsbrons IF  | 7 | 6 | 1 | 0 | 29 - 15 | 13 |
| 2  | AIK             | 7 | 4 | 2 | 1 | 22 - 15 | 10 |
| 3  | IF Göta         | 7 | 3 | 3 | 1 | 24 - 14 | 9  |
| 4  | Örebro SK       | 7 | 3 | 2 | 2 | 14 - 16 | 8  |
| 5  | Nässjö IF       | 7 | 3 | 1 | 3 | 16 - 17 | 7  |
| 6  | Katrineholms SK | 7 | 3 | 0 | 4 | 19 - 19 | 6  |
| 7  | Köpings IS      | 7 | 1 | 1 | 5 | 15 - 24 | 3  |
| 8  | IFK Eskilstuna  | 7 | 0 | 0 | 7 | 10 - 29 | 0  |

## Svensk mästerskapsfinal
- 4 mars 1934: Slottsbrons IF–IFK Uppsala 1–1 (Stockholms stadion)
- 11 mars 1934 (omspel): Slottsbrons IF–IFK Uppsala 6–0 (Sandbäckstjärnet, Karlstad)

## Svenska mästarna
Mall:Slottsbrons IF 1934